# Placzekの分極率近似
Placzekの分極率近似とは、以下のような条件下ではクラマース-ハイゼンベルクの分散式が、分子の分極率テンソルで近似的に表されることを指す。
- 始状態および終状態が縮退のない基底電子状態に属する振動状態である。（非縮退条件）
- 励起光のエネルギーが基底電子状態からの電気双極子遷移が許容である励起電子状態への遷移エネルギーと十分離れていて、且つそれらのエネルギー差が励起電子状態における振動エネルギーに比べて圧倒的に大きい。（非共鳴条件）

よってこの近似が成り立つ場合は、ラマン散乱の選択律や偏光則を調べるときは分極率を考えれば良いことがわかる。
この近似はGeorge Placzekによって導入された。

## 近似が使えない場合
共鳴ラマン散乱では上述の非共鳴条件が成立しない。よってラマン散乱テンソルは非対称になりうる。つまり通常ではラマン不活性であるものが、共鳴ラマン散乱では活性になりうる。